# Diocesi di Minna
La diocesi di Minna (in latino Dioecesis Minnaënsis) è una sede della Chiesa cattolica in Nigeria suffraganea dell'arcidiocesi di Kaduna. Nel 2021 contava 93.190 battezzati su 3.607.500 abitanti. È retta dal vescovo Martin Igwe Uzoukwu.

## Territorio
La diocesi comprende la parte centro-orientale dello Stato nigeriano di Niger.
Sede vescovile è la città di Minna, dove si trova la cattedrale di San Michele Arcangelo.
Il territorio è suddiviso in 60 parrocchie.

## Storia
La prefettura apostolica di Minna fu eretta il 9 novembre 1964 con la bolla Christi Redemptoris di papa Paolo VI, ricavandone il territorio dall'arcidiocesi di Kaduna.
Il 17 settembre 1973 la prefettura apostolica è stata elevata a diocesi con la bolla Prophetiae de regno dello stesso papa Paolo VI.
Il 6 novembre 1981 e il 15 dicembre 1995 ha ceduto porzioni del suo territorio a vantaggio dell'erezione rispettivamente della missione sui iuris di Abuja (oggi arcidiocesi) e della prefettura apostolica di Kontagora (oggi diocesi).
Il 15 gennaio 2023 don Isaac Achi, parroco di Kafin-Koro, è morto in seguito all'incendio della residenza parrocchiale appiccato da terroristi, che hanno ferito un altro sacerdote, Collins Omeh, sparandogli alle spalle.

## Cronotassi dei vescovi
Si omettono i periodi di sede vacante non superiori ai 2 anni o non storicamente accertati.
- Edmund Joseph Fitzgibbon, S.P.S. (25 novembre 1964 - 17 settembre 1973 dimesso)
- Christopher Shaman Abba † (17 settembre 1973 - 5 luglio 1996 nominato vescovo di Yola)
- Martin Igwe Uzoukwu, dal 5 luglio 1996

## Statistiche
La diocesi nel 2021 su una popolazione di 3.607.500 persone contava 93.190 battezzati, corrispondenti al 2,6% del totale.
| anno | popolazione | popolazione | popolazione | presbiteri | presbiteri | presbiteri | presbiteri                | diaconi | religiosi | religiosi | parrocchie |
| anno | battezzati  | totale      | %           | numero     | secolari   | regolari   | battezzati per presbitero | diaconi | uomini    | donne     | parrocchie |
| ---- | ----------- | ----------- | ----------- | ---------- | ---------- | ---------- | ------------------------- | ------- | --------- | --------- | ---------- |
| 1970 | 5.796       | 1.339.137   | 0,4         | 27         |            | 27         | 214                       |         | 32        | 6         | 8          |
| 1980 | 15.818      | 1.320.000   | 1,2         | 20         | 2          | 18         | 790                       |         | 20        | 9         |            |
| 1990 | 41.469      | 2.074.000   | 2,0         | 20         | 7          | 13         | 2.073                     |         | 13        | 14        |            |
| 1999 | 54.120      | 2.122.000   | 2,6         | 29         | 20         | 9          | 1.866                     |         | 15        | 31        | 25         |
| 2000 | 55.070      | 2.182.000   | 2,5         | 31         | 20         | 11         | 1.776                     |         | 18        | 45        | 25         |
| 2001 | 56.020      | 2.065.658   | 2,7         | 32         | 24         | 8          | 1.750                     |         | 15        | 45        | 25         |
| 2002 | 56.571      | 2.071.209   | 2,7         | 33         | 25         | 8          | 1.714                     |         | 14        | 45        | 25         |
| 2003 | 57.030      | 2.365.659   | 2,4         | 49         | 42         | 7          | 1.163                     |         | 7         | 45        | 27         |
| 2004 | 65.858      | 2.267.107   | 2,9         | 50         | 41         | 9          | 1.317                     |         | 9         | 45        | 30         |
| 2013 | 77.589      | 2.931.000   | 2,6         | 65         | 52         | 13         | 1.193                     |         | 31        | 57        | 48         |
| 2016 | 82.695      | 3.181.530   | 2,6         | 64         | 47         | 17         | 1.292                     |         | 43        | 75        | 55         |
| 2019 | 88.000      | 3.405.340   | 2,6         | 91         | 65         | 26         | 967                       |         | 58        | 80        | 70         |
| 2021 | 93.190      | 3.607.500   | 2,6         | 89         | 66         | 23         | 1.047                     |         | 26        | 79        | 60         |